# Meromacrus currani
Meromacrus currani är en tvåvingeart som beskrevs av Hull 1942. Meromacrus currani ingår i släktet Meromacrus och familjen blomflugor.
Artens utbredningsområde är Belize. Inga underarter finns listade i Catalogue of Life.